# Mezinárodní letiště Kao-siung
Mezinárodní letiště Kao-siung (IATA: KHH, ICAO: RCKH) je středně velké mezinárodní letiště v okrese Siaogang, Kao-siung na Tchaj-wanu, také známé jako letiště Siaogang (小港機場; Xiǎogǎng jīchǎng). S téměř sedmi miliony odbavených cestujících v roce 2018 je to druhé nejrušnější letiště na Tchaj-wanu po letišti Tchao-jüan. Letiště má jedinou dráhu od východu na západ a dva terminály: jeden mezinárodní a jeden vnitrostátní. Je vlastněno a provozováno tchajwanskou Správou civilního letectví.
Původně bylo postaveno jako letecká základna japonské císařské armády v roce 1942 během japonské nadvlády nad Tchaj-wanem. Vojenský účel si zachovalo i poté, co vláda Čínské republiky převzala nad Tchaj-wanem kontrolu v roce 1945. Kvůli potřebě civilní dopravy na jižním Tchaj-wanu bylo v roce 1965 demilitarizováno a přeměněno na vnitrostátní civilní letiště; v roce 1969 bylo dále povýšeno na mezinárodní letiště. Od roku 1972 začaly pravidelné mezinárodní lety.